# Agora É Tarde

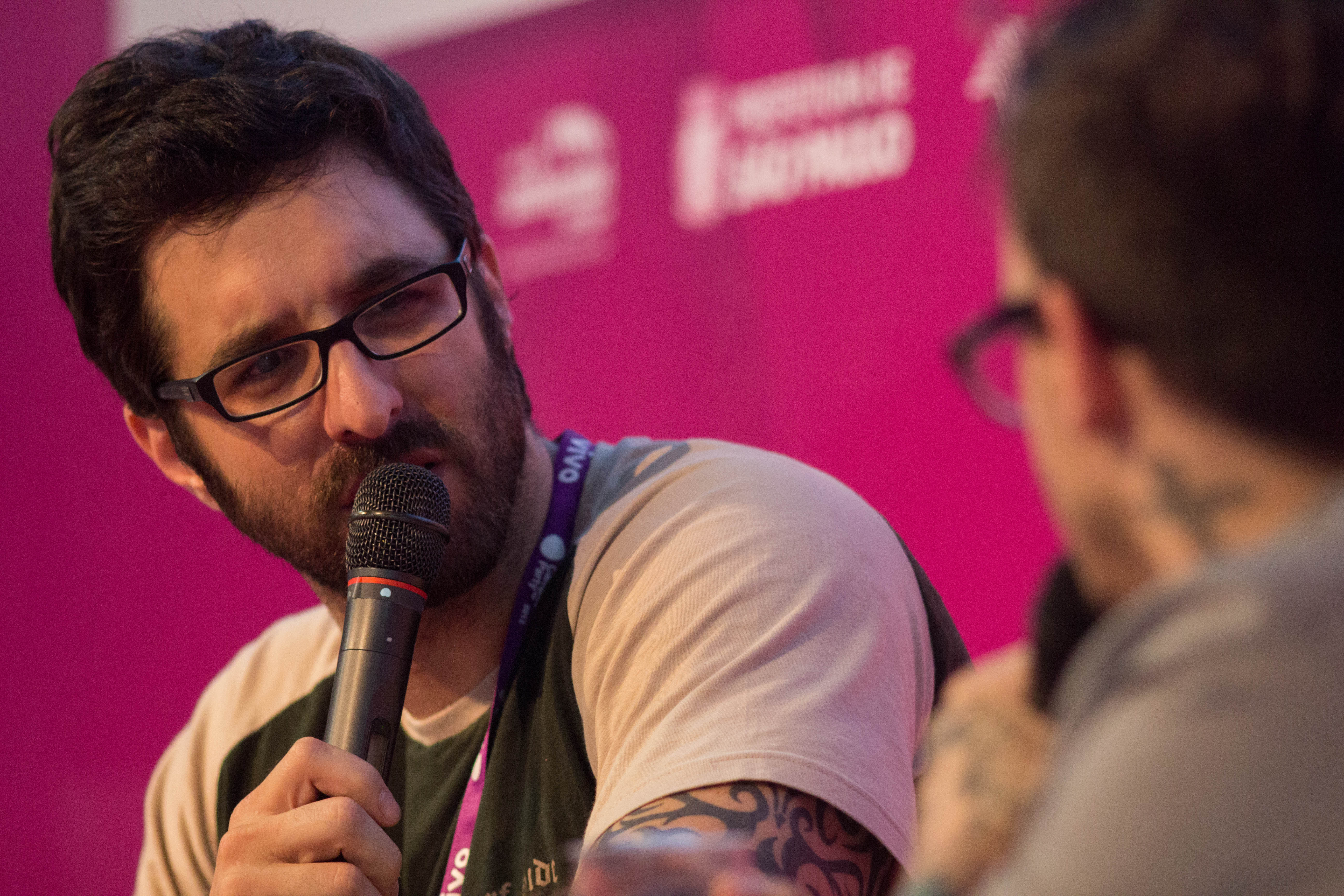
Rafinha Bastos en una conferencia en Brasil, 2013

Agora é Tarde (traducción al idioma español, Ahora es Tarde) es un talk show brasileño producido por productor argentino Eyeworks y transmitido por Rede Bandeirantes, que se estrenó el 29 de junio de 2011. Se presenta por el comediante Rafinha Bastos.